# Aukusti Sihvola
Aukusti Sihvola   (Sippola, 7 de març de 1895 - Luumäki, 18 de juny de 1947) va ser un lluitador finlandès, especialista en lluita lliure, que va competir durant la dècada de 1920.
El 1928 va prendre part en els Jocs Olímpics d'Amsterdam, on guanyà la medalla de plata en la competició del pes pesant del programa lluita lliure.